# Fr. João de Cristo
Fr. João de Cristo (n. Lisboa- m. Alcobaça, 1654). Foi um monge cisterciense, compositor e organista.

## Vida
Não se sabe a data e o local exacto do seu nascimento, apesar de se saber que Fr. João de Cristo era natural de Lisboa. Sabe-se porém que entrou no Mosteiro de Alcobaça a 8 de Janeiro de 1614 e que professou a 10 de Janeiro de 1615. Era tangedor dos órgãos do mosteiro, professor de música e compositor. Compôs o texto da Paixões que se cantaram na Semana Santa, a 4 vozes, as Calendas do Natal, as Calendas de São Bernardo, Aleluias, e versos pós-epistolas.

## Obra
De Fr. João de Cristo chegou-nos uma peça para órgão intitulada: Obra de 8º Tom Acidental Ut em D-Lá-Sol-Ré. Esta peça está em dois manuscritos com música portuguesa para órgão do séc. XVII: O Livro de Fr. Roque da Conceição na Biblioteca Pública Municipal do Porto (P-Pm, MM 43), e o Livro do Bouro, no Arquivo Distrital de Braga (P-Bd Ms. 964).